# Walerian Andrejewitsch Ossinski

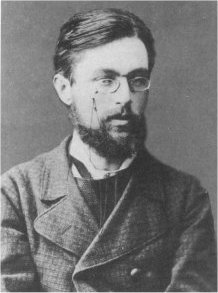
Walerian Andrejewitsch Ossinski

Walerian Andrejewitsch Ossinski (russisch Валериан Андреевич Осинский; * 29. Oktoberjul. / 10. November 1852greg. in Taganrog; † 14. Maijul. / 26. Mai 1879greg. in Kiew; deutsch auch Valerian Ossinsky) war ein russischer Terrorist.
Ossinski, Sohn eines Generals der Russischen Armee, studierte 1871/1872 am Institut für Verkehrswesen in Sankt Petersburg. Danach war er bei Semstwoeinrichtungen in Rostow am Don angestellt. 1875 stieß er zur russischen revolutionären Bewegung und wurde einer der Neubegründer der Organisation Semlja i Wolja (Land und Freiheit). Ab Ende 1877 führte er deren Südliches Exekutivkomitee an und wandte sich dem radikalen Flügel der Organisation zu, aus dem die Vereinigung Narodnaja Wolja (Volkswille) entstand. Ossinski tat sich in Odessa, Charkow und Kiew durch organisatorische Arbeit hervor. Karl Oldenberg bezeichnete ihn als einen „der frühesten und glühendsten Vertreter“ und den „eigentliche[n] Apostel des Terrorismus“ (Karl Oldenberg) im Zarenreich. 1878 organisierte und verübte er Attentate auf den Staatsanwalt Kotljarewski in Kiew, den Gendarmerieoberst Heuking (Geiking) und andere. Im Januar 1879 wurde Ossinski in Kiew verhaftet und vom Kiewer Militärbezirksgericht zum Tod durch Erschießen verurteilt. Zar Alexander II. änderte das Urteil in „Tod durch den Strang“.
Ossinski war im revolutionären Untergrund und Teilen der Gesellschaft populär. Lew Tolstoi zählte ihn zu den „hochmoralischen, sich selbst opfernden, guten Menschen“ (Lew Tostoi). Walerian Obolenski (1887–1938), Bolschewik und späterer hoher sowjetischer Wirtschaftspolitiker, nahm zu Ehren Walerian Ossinskis den „Parteinamen“ (N.) Ossinski an.